# Stanisław Mikołajczyk

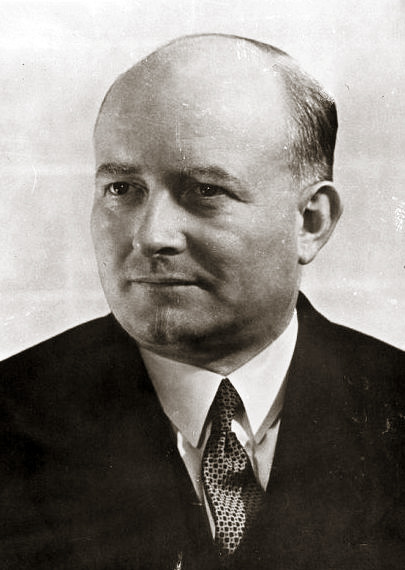
Stanisław Mikołajczyk

Stanisław Mikołajczyk, född 18 augusti 1901 i Holsterhausen i Westfalen, död 13 december 1966 i Washington DC och begraven i Poznań, var en polsk politiker.

## Biografi
Mikołajczy var vice-premiärminister i Władysław Sikorskis polska exilregering och premiärminister  1943-1944, efter Sikorskis död. År 1945-1947 återvände han till Polen där han var ledare för det polska bondepartiet, Polskie Stronnictwo Ludowe, och fick fly från landet efter att det polska kommunistpartiet har förfalskat valresultatet - först efter kommunismens fall har det kommit fram att Mikołajczyk vann valet 1947.
Mikołajczyks bok Det skändade Polen. Sovjets erövringsmetoder förmedlar hans syn på Polens historia från det sovjetiska anfallet 1939 till följd av Molotov-Ribbentroppakten, genom Katyńmassakern, Władysław Sikorski och hans regerings agerande för stöd för ett fritt Polen, Warszawaupproret 1944 och de allierades uppgivande av Polen till Sovjetunionen efter Jaltakonferensen som ledde till förfalskade val och införande av kommunistisk folkdemokrati och politiskt förtryck.